# Moschino
Moschino – włoski dom mody, założony przez Franco Moschino w 1983 roku w Mediolanie, specjalizujący się w produkcji odzieży prêt-à-porter.

## Historia

### Początki – lata 80.–90.

Komplet z kolekcji Moschino wiosna/lato 1991

Marka została stworzona w 1983 w przez Franco Moschino (1950–1994). Moschino i jego marka zostali sławni dzięki innowacyjnym, kolorowym czasami ekscentrycznym projektom oraz dzięki krytycznej opinii założyciela na temat przemysłu modowego. Nie bez znaczenia też był udział Franco w kampaniach na temat świadomości społecznej we wczesnych latach 90.
Po jego śmierci w 1994 roku dyrektorem kreatywnym marki została jego była asystentka Rossella Jardini, która dołączyła do zespołu Moschino w 1981 roku. Jardini sprawowała stanowisko do 2013 roku.

### 2 połowa lat 90.–2013
Od 1999 roku marka jest częścią grupy modowej Aeffe. Firma była producentem Moschino od 1983 roku. Poza Aeffe właścicielem marki modowej jest Sportswear International S.p.A. (SINV Holdiinf S.p.A. od 2006 roku).
W 2006 Moschino zaprojektowało stroje na ceremonię otwarcia Zimowych Igrzysk Olimpijskich w Turynie.
Marka ma na swoim koncie także projekty strojów dla gwiazd, między innymi dla Kylie Minouge na trasę koncertową Showgirl: The Greatest Hits Tour w 2005, Madonny na trasę Sticky & Sweet Tour z 2008 oraz Lady Gagi na jej trasę the Born This Way Ball z lat 2011–2012.
Podczas pokazu prekolekcji 2008-2009 ogłoszono zmianę nazwy brandu należącego do Moschino – Moschino Jeans na Love Moschino.
W 2007 r. Moschino podpisało umowę z Scienward International Holdings Limited na franczyzę i dystrybucję ich produktów w Chińskiej Republice Ludowej (wykluczając Hongkong i Makau). Dziesięcioletnie porozumienie zapewniało otwarcie 40 sklepów (22 w pierwszych 5 latach kolaboracji) i ekskluzywną dystrybucję linii odzieżowych marki Moschino zaczynając od kolekcji wiosna-lato 2008.
Moschino S.p.A. ogłosiło również pięcioletnią odnawialną umowę z Allison na stworzenie, rozwój i światową dystrybucję kolekcji okularów Moschino oraz z Binda Group na wytwarzanie i marketing linii zegarków i po raz pierwszy kolekcję biżuterii sygnowanej jako Moschino Cheap And Chic brand.
W listopadzie 2007 roku Moschino po raz pierwszy kolekcję kasków, zaprezentowanych podczas EICMA show. Kaski były rezultatem współpracy pomiędzy ich wytwórcami – Max Safety Fashion i marką modową Moschino.
W październiku 2008 Moschino S.p.A. i Altana S.p.A., wiodące firmy w sektorze ubranek dziecięcych, ogłosiły podpisanie porozumienia na stworzenie, rozwój i światową dystrybucję kolekcji ubranek dziecięcych Moschino. Kolekcje, których projekty pozostały Moschino, skierowano do 3 grup wiekowych odbiorców: Moschino Teen (dzieci w wieku 6–14 lat), Moschino Kid (dzieci w wieku od 12 miesięcy do 6 lat) oraz Moschino Baby (dzieci w wieku od 1 miesiąca do 2 lat).

### 2013–2023
W październiku 2013 roku nowym dyrektorem kreatywnym został Jeremy Scott. Pierwszą kolekcję zaprezentował jesienią 2014 roku.
W sierpniu 2019 roku, Moschino i Electronic Arts stworzyli dodatek do gry The Sims 4, The Sims 4: Moschino. Dodawał do gry między innymi ubrania zaprojektowane przed ten dom mody. W ramach tego projektu, w sklepach Moschino pojawiła się seria ubrań inspirowanych serią The Sims. Znalazł się tam m.in. kostium kąpielowy z motywem Plumboba.
W październiku 2023 roku Jeremy Scott ogłosił, że odchodzi ze stanowiska dyrektora kreatywnego. Jego następcą został wybrany Davide Renne, który kilka dni po ogłoszeniu decyzji zmarł. Nowym dyrektorem kreatywnym został Adrian Appiolaza.

## Linie
Marka zawiera kilka linii:
- Moschino (damska i męska linia główna)
- Moschino Cheap and Chic (druga linia damska stworzona w 1988 roku)
- Love Moschino (znana jako Moschino Jeans od 1986 do 2008)
- Sims X Moschino Capsule (współpraca z The Sims)

Oprócz tego pod szyldem marki Moschino są sprzedawane akcesoria takie jak: biżuteria, zegarki, perfumy, kosmetyki oraz kaski.